# Complesso correlato all'AIDS
Il concetto di complesso correlato all'AIDS, o ARC (AIDS-related complex), venne introdotto dopo la scoperta dell'HIV.
L'ARC è una fase prodromica dell'infezione da HIV, che include febbre, perdita di peso inspiegabile, diarrea, infezioni opportunistiche e linfoadenopatia generalizzata.
L'uso clinico di questo termine è stato ampiamente interrotto nel 2000 negli Stati Uniti dopo essere stato sostituito dai moderni criteri di laboratorio.